# Schronisko „Dąbrówka” w Prudniku
Szkolne Schronisko Młodzieżowe „Dąbrówka” w Prudniku – całoroczne schronisko turystyczne, znajdujące się w Prudniku przy ul. Dąbrowskiego 26. Obiekt, wraz z filią „U Króla Gór Opawskich” w Wieszczynie jest jednostką organizacyjną gminy Prudnik.

## Historia
Schronisko wraz z filią zostało utworzone na podstawie uchwały Nr XVI/257/2011 Rady Miejskiej w Prudniku z dnia 10 listopada 2011 r. w sprawie założenia Szkolnego Schroniska Młodzieżowego w Prudniku z filią w Wieszczynie wraz z aktem założycielskim i statutem.
Prudnicką siedzibę schroniska stanowi dawny budynek sztabowy 45 Batalionu Wojsk Ochrony Pogranicza, rozformowanego w 1989 roku. Natomiast budynek filii to dawny ośrodek wypoczynkowy, wybudowany przez jednego z prudnickich fabrykantów dla pracowników. W okresie powojennym, do 2012 roku mieściło się tu sanatorium dziecięce.
Od 2020 roku podejmowane były czynności, mające na celu sprzedaż przez gminę obiektu w Wieszczynie. Ostatecznie, w październiku 2021, obiekt został przeznaczony do dzierżawy. Od marca do września 2022 w związku z inwazją Rosji na Ukrainę w budynku przebywali uchodźcy z Ukrainy – dom dziecka z Kijowa.

## Warunki pobytu
Obiekt w Prudniku oferuje 66 miejsc noclegowych w 3 apartamentach z aneksem kuchennym oraz 20 pokojach 2, 3, 4, 5 i 6-osobowych. Znajduje się w nim również stołówka na 50 osób, kuchnia samoobsługowa oraz dwie sale konferencyjne (70 i 25 miejsc).
Obiekt w Wieszczynie posiada 44 miejsca noclegowe w 15 pokojach 1, 2, 3, 4 i 7-osobowych. W budynku znajduje się stołówka na 44 osoby, kuchnia samoobsługowa oraz sala konferencyjna na ok. 60 miejsc.
Wyżywienie w obu obiektach serwowane w formie cateringu, po uprzednim zamówieniu (powyżej 10 osób). Schronisko prowadzi ponadto sprzedaż ciepłych i zimnych napojów, lodów oraz map i przewodników. Organizuje również pogadanki o tematyce turystycznej oraz zwiedzanie miasta i okolic.

## Piesze szlaki turystyczne

### SSM „Dąbrówka” w Prudniku
W bezpośrednim sąsiedztwie schroniska przebiegają:
- Szlak Historyczny Lasów Królewskiego Miasta Prudnik: Park Miejski w Prudniku – stare dęby w Prudniku – Kapliczna Góra (320 m n.p.m.) – Kobylica (395 m n.p.m.) – Dębowiec – rozdroże pod Trzebiną – Sanktuarium św. Józefa w Prudniku–Lesie – Prudnik–Lipno – Park Miejski w Prudniku
- Prudnik – Łąka Prudnicka – Trupina (336 m n.p.m.) – Wieszczyna (filia SSM „U Króla Gór Opawskich”) – Trzebinia

### Filia SSM „U Króla Gór Opawskich” w Wieszczynie
- Główny Szlak Sudecki na odcinku: Prudnik – Kozia Góra (316 m n.p.m.) – Kobylica (395 m n.p.m.) – Dębowiec – Wieszczyna – Pokrzywna – Zamkowa Góra (571 m n.p.m.) – Przełęcz pod Zamkową Górą (508 m n.p.m.) – Srebrna Kopa (785 m n.p.m.) – Przełęcz pod Kopą (707 m n.p.m.) – Biskupia Kopa (890 m n.p.m.) – Schronisko PTTK „Pod Kopą Biskupią”
- Prudnik (SSM „Dąbrówka”) – Łąka Prudnicka – Trupina (331 m n.p.m.) – Wieszczyna – Trzebinia
- szlak graniczny: Wieszczyna – Przełęcz pod Zamkową Górą